# The Fighting Parson (film, 1908)
The Fighting Parson est un film muet américain réalisé par Otis Turner et sorti en 1908.

## Fiche technique
- Titre : The Fighting Parson
- Réalisation : Otis Turner
- Production : William Nicholas Selig
- Date de sortie :  États-Unis : juin 1908

## Distribution
- Bobby Burns